# 마키노 노부시게 (아즈치모모야마 시대)
마키노 노부시게(일본어: 牧野信成)는 아즈치모모야마 시대부터 에도 시대 전기까지의 다이묘이다. 무사시 이시토 번주, 시모사 세키야도 번 초대 번주를 지냈다. 단고 다나베 번 마키노 가(丹後田辺藩牧野家) 시조.
|  | 이시토 번 번주 (미카와 마키노가) 1633년 ~ 1644년 | 후임 폐번 |

| 전임 호조 우지시게 | 제1대 세키야도 번 번주 (미카와 마키노가 단고 다나베 번계) 1644년 ~ 1647년 | 후임 마키노 지카시게 |